# Abdulrahman Al-Haddad
Abdulrahman Mohamed Al Haddad (10 novembre 1966) è un ex calciatore emiratino, di ruolo difensore.